# Malteški jezik
Malteški jezik (malteški: Lingwa Maltija; ISO 639-3: mlt) je semitski jezik iz afrazijske porodice jezika (uže arapske skupine). Nacionalni je jezik na Malti i jedan od službenih jezika Europske unije. Najsličniji je arapskom jeziku, i to tuniškoj verziji. Zbog geografskog položaja i povijesnih okolnosti, malteški je preuzeo mnoge osobine i riječi jezika južne Italije, Sicilije i engleskog jezika. Malteški je postao službeni jezik Malte, 1936., usporedo s engleskim. Danas malteški govori oko 330 000 ljudi. Najstariji tekst na malteškom je Il Cantilena, pjesma iz 15. stoljeća. 
Malteški je stoljećima bio govorni jezik, koji je rijetko zapisivan arapskim pismom i latinicom. Malteški je pravopis uglavnom semitski, s nešto romanskih utjecaja. Pridjevi idu poslije imenica, dok je red riječi prilično slobodan. Osim jednine i množine, imenice imaju i dvojinu što je rijedak primjer u europskim jezicima (na primjer slovenskom). 
Često se shema promjene riječi bira po načelu podrijetla: semitska za semitske, romanska za romanske. Udio semitskih riječi u malteškom je oko 60% dok su ostale romanske. Riječi koje opisuju osnovne pojmove su semitske, dok su riječi koje opisuju ideje, znanosti i apstrakcije sicilskog podrijetla.

## Vanjske poveznice
- Ethnologue (14th)
- Ethnologue (15th)